# Brommella monticola
Brommella monticola es una especie de Arachnida del género Brommella, de la familia Dictynidae, del orden de las arañas.

## Distribución
Brommella monticola se distribuye por Estados Unidos, descrita en el Monte Santa Helenay en Canadá.

## Taxonomía
Fue descrita científicamente por Willis John Gertsch y S. Mulaik en 1936. Fue publicado por primera vez en Diagnoses of new southern Spiders. American Museum Novitates, volumen 851, entre las páginas 1 y 21 (1936).